# Формула 1 — сезона 1988
39. сезона Формуле 1 је одржана 1988. године од 3. априла до 13. новембра. Вожено је 16 трка. Аиртон Сена је био по први пут светски првак. Макларен је био победник међу конструкторским тимовима.